# 10-cm K 14
Pour les articles homonymes, voir Canon de 100 mm et K14.
Le 10-cm Kanone 14 (10-cm K 14) est un canon de campagne lourd utilisé par l'armée impériale allemande au début de la Première Guerre mondiale. Conçu initialement comme arme de siège, il marque une première étape dans la conception des canons antiaériens.

## Évolution

### Le canon de100mmmle 1899
Au début de 1893, la commission royale de l’artillerie de Prusse (A.P.K.) proposa de remplacer le canon de 120 mm modèle 1880, qui ne pouvait répondre aux nouvelles exigences de l'artillerie de campagne, que ce soit du point de vue de la cadence de tir, de la précision en tir allongé ou de la puissance des obus. Les nouvelles spécifications concernaient particulièrement la vitesse de chargement, des obus de poids inchangé, un châssis modifié et une vitesse initiale plus élevée.  
Pour standardiser les munitions, on envisagea d'employer les mêmes obus que le canon de 105 mm en usage dans la Kaiserliche Marine. Le ministère de la guerre décida finalement, avec le programme du canon de 100 mm modèle 99 (10 cm K. 99), d'utiliser le canon de forteresse de 100 mm pour l’artillerie de campagne. Il se distinguait du canon lourd de 120 mm par un châssis abaissé de 2 cm avec un caisson et un affût modernisé, un balancier ainsi qu'un frein de recul hydraulique. Comme propergol, on recourut au R.P. 97 à poudre sans fumée. À son poids de 1 280 kg (y compris le balancier) s'ajoutait celui de l'avant-train de 1 360 kg soit un poids total de 2 640 kg, dépassant ainsi celui de l'obusier de campagne lourd modèle 93 de 440 kg. Lors des multiples essais, cette arme impressionna par sa cadence de tir élevée et sa portée de 10 200 m, dépassant de 2 300 m celle du canon de 120 mm modèle 1880, et de 4 150 m celle de l'obusier de campagne de 1893.

### Le modèle 1904
Entretemps, Krupp procédait aux essais d'un obusier de 150 mm (15-cm-Versuchs-Haubitze, V.H. 99) et la Sté Ehrhardt spécialisée dans l'exportation expérimenta le 30 septembre 1902 un autre canon de 100 mm, baptisé 10-cm-Ehrhardt Modell 1902, sur le pas de tir de Kummersdorf. L'exposition de Düsseldorf ayant montré, en 1902, que l'arme était encore imparfaite, la société sortit un nouveau modèle, le 10-cm-Ehrhardt Modell 1903 de hausse moindre et d'une portée de 10 000 m. Mais le concurrent Krupp avait déjà réussi les tests de son propre canon de 100 mm à Kummersdorf, et disposait dès 1904 de six pièces pour de nouveaux essais. La qualité reconnue du prototype déboucha en 1905 sur la production de série du canon de 100 mm modèle 1904. Cette arme rendit caducs aussi bien le modèle 99 que le canon de 150 mm long modèle 92. Ce dernier était pourtant le favori des militaires grâce au fait qu'on pouvait le charger avec des shrapnels, mais la cadence de tir du canon de 100 mm modèle 1904 fit la différence. 

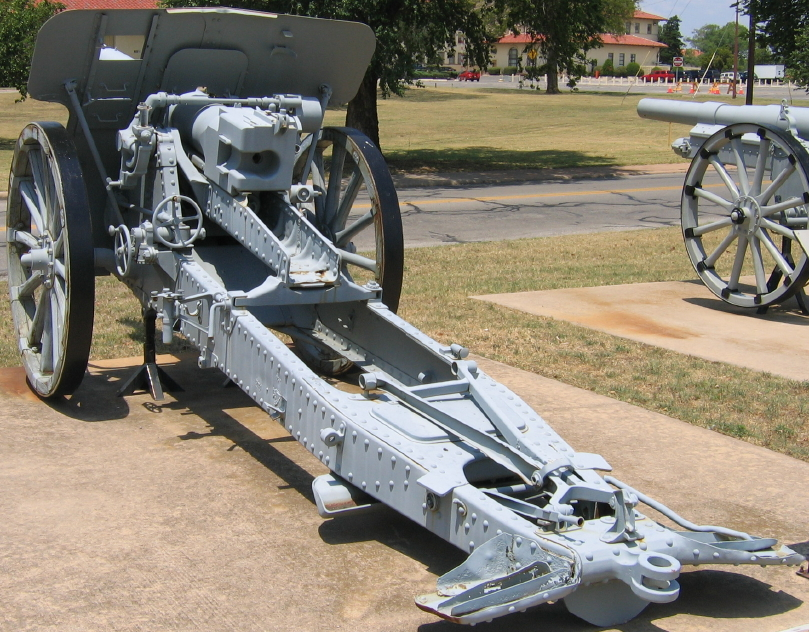
Canons Krupp de 100 mm au musée militaire de Fort Sill (Oklahoma).

Avant 1911, l’état-major allemand considérait l'artillerie lourde comme une arme de siège, destinée à détruire les superstructures abritées d'un parapet sans nécessairement disposer d'une plate-forme de tir correcte ; on supposait simplement que l'artilleur pouvait voir sa cible grâce à une position légèrement surélevée. Ainsi, dans la Deutsches Heer le canon modèle 1904 fut classé comme arme de tir rapproché (arme à tir tendu), au contraire des obusiers ou mortiers présentant une hausse supérieure. Il reprenait plusieurs des améliorations techniques de l'obusier de campagne de 150 mm modèle 1902 (en abrégé « s.F.H. 02 », pour schwerer Feld-Haubitzer 1902). Aux lourds supports en bois de l’affût, destinés à éviter un tassement excessif à chaque tir, on substitua pour les deux canons des ballots de paille plus légers. Ce canon, quoique prévu pour le tir de but en blanc en première ligne, fut équipé de la même lunette de visée graduée en mils (surtout utile en tir indirect) que le s.F.H. 02 : cet instrument, grâce à son théodolite, permettait de repositionner rapidement le canon latéralement et de viser des positions en contrebas. Sur la partie à gauche du réticule, le fabricant avait gravé la courbe donnant la hausse en fonction de la portée. Le mécanisme de réglage de la hausse, formé de l'engrenage simple d'une roue dentée sur un secteur solidaire du pivot du canon, était moins sophistiqué que celui du s.F.H. 02. Le système de levage hydraulique était lui aussi moins robuste que celui de l'obusier, dont l'angle de hausse de 42° surpassait de 12° la hausse maximum du canon.

### Le modèle 1914

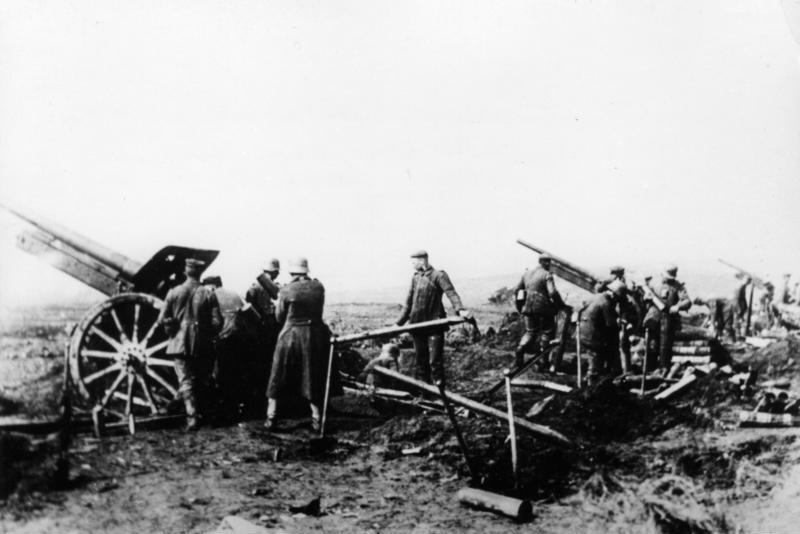
Une batterie de canons de 100 mm modèle K 14 en action lors de la bataille de Cambrai.

En 1911, la Commission prussienne de l'artillerie modifia les spécifications des canons de 10 cm (calibre réel de 105,20 mm); sur quoi le ministère de la Guerre commanda à Krupp et Ehrhardt-Rheinmetall un prototype. Le modèle développé par Krupp s'avéra trop massif et il fallut le raccourcir, et ce n'est qu'en 1913 que les essais comparatifs purent se tenir, suscitant toute une série d’améliorations et la commande de deux autres prototypes. Les résultats probants observés sur cible volante en 1909-10 au pas de tir de Swinemünde, sur la lagune de la Vistule, où le canon de 100 mm modèle 1909 se distingua par son mécanisme de chargement plus rapide et sa hausse portée à 65°, conduisirent à étendre l'usage de cette arme au combat antiaérien. Pourtant le développement était encore loin de son terme : la commission adressa le 8 mars 1913 un rapport demandant de nouvelles améliorations au ministère de la Guerre, ce qui déboucha sur la commande de deux nouveaux prototypes, et en 1914 on procéda à des essais supplémentaires. 
Lors de la déclaration de la guerre de 1914, Krupp obtint finalement une première commande de 128 canons, mis en batterie sur la ligne de front en mai 1915. Le tube était analogue à celui de l'obusier de campagne modèle 1913 et était manœuvré grâce à une pompe hydraulique latérale. En outre, les canons étaient orientables sur un tour complet grâce à leur plate-forme, et furent d'abord utilisés comme DCA, jusqu'à ce que les canons FlaK les rendent caducs. Ces canons, qui donnèrent toute satisfaction comme artillerie de campagne, furent de nouveau améliorés en 1916, pour évoluer vers le canon de 100 mm modèle 1917, d'une portée de plus de 14 000 m.